# Walter W. Müller
Walter Wilhelm Müller (* 26. September 1933 in Weipert-Neugeschrei, Nordböhmen; † 22. Oktober 2024 in Marburg) war ein deutscher Semitist. Er war Spezialist für das antike Südarabien (Sabäistik) und semitische Epigraphik. Von 1975 bis zur Emeritierung 2001 war er Professor für Semitistik an der Philipps-Universität Marburg.

## Leben
Walter W. Müller kam im Weiperter Ortsteil Neugeschrei zur Welt, der im böhmischen Erzgebirge (damals Tschechoslowakei, ab 1938/39 Reichsgau Sudetenland) unmittelbar an der Grenze zu Sachsen liegt. Nach dem Abitur in Michelstadt (Odenwald) 1955 studierte er Orientalistik (Semitistik und Arabistik) sowie katholische Theologie an den Universitäten in Mainz, Tübingen und der University of California, Los Angeles (bei Gustave E. von Grunebaum und Wolf Leslau; Abschluss 1961 mit Master of Arts in nahöstlichen Sprachen und Literaturen). Er wurde 1962 bei Maria Höfner an der Eberhard Karls Universität Tübingen zum Dr. phil. promoviert. Müllers Dissertation war eine etymologische und lexikographische Studie zu den Wurzeln mediae und tertiae y/w im Altsüdarabischen.
Anschließend arbeitete er als Wissenschaftlicher Assistent bei Rudi Paret am Orientalischen Seminar der Universität Tübingen und habilitierte sich 1968 für das Fach Semitische Philologie. Er leitete 1970 eine archäologische, epigraphische und linguistische Expedition nach Jemen und wurde 1973 zum außerplanmäßigen Professor ernannt.
1975 folgte er einem Ruf auf eine ordentliche Professur für Semitistik an der Philipps-Universität Marburg. Dort trat er die Lehrstuhlnachfolge von Otto Rössler an. 1980 und 1994 war Müller jeweils für ein Semester Gastprofessor an der Abteilung für Geschichte und Archäologie der Universität Sanaa (Jemen). 2001 wurde er emeritiert. Zu seinen akademischen Schülern zählte Alexander Sima.
Müller war seit 1977 Mitglied der Marburger Gelehrten-Gesellschaft, seit 1978 korrespondierendes Mitglied des Deutschen Archäologischen Instituts, seit 1987 ordentliches Mitglied der Akademie der Wissenschaften und der Literatur Mainz, seit 1990 ordentliches Mitglied der Geisteswissenschaftlichen Klasse der Sudetendeutschen Akademie der Wissenschaften und Künste und seit 2001 korrespondierendes Mitglied der British Academy.
Walter W. Müller beschäftigte sich schwerpunktmäßig mit dem vorislamischen Südarabien (Sprachen, Geschichte, Religion und Kultur) und mit semitischer Epigraphik (Inschriftenkunde), aber auch mit neusüdarabischen Sprachen und Äthiopistik.
Im Oktober 2024 starb er im Alter von 91 Jahren.

## Ehrungen und Auszeichnungen
- 1998: Orden für Kunst und Kultur der Republik Jemen
- 2004: Goldene Verdienstmedaille der Republik Jemen
- 2012: Ehrenmitglied der Deutschen Morgenländischen Gesellschaft

## Schriften
- Weihrauch. Ein arabisches Produkt und seine Bedeutung in der Antike. München 1978 (Sonderdruck aus: Paulys Realencyclopädie der classischen Altertumswissenschaft, Suppl.-Bd. 15, München 1974, Sp. 701–777).
- mit Alfred Felix Landon Beeston, Mahmud al-Ghul, Jacques Ryckmans: Sabaic Dictionary / Dictionnaire sabéen. Louvain-la-Neuve, Peeters 1982, ISBN 2-8017-0194-7.
- Südarabien im Altertum. Kommentierte Bibliographie der Jahre 1973 bis 1996. Rahden/Westf., Leidorf 2001, ISBN 3-89646-682-8.
- Sabäische Inschriften nach Ären datiert. Bibliographie, Texte und Glossar. Harrassowitz, Wiesbaden 2010, ISBN 978-3-447-06286-2.
- Südarabien im Altertum. Kommentierte Bibliographie der Jahre 1997 bis 2011. Wasmuth, Tübingen 2014, ISBN 978-3-8030-2202-8.